# Phytelephantoideae
Phytelephantoideae es una subfamilia de plantas de la familia Arecaceae. Tiene los siguientes géneros. Algunas taxonomías la consideran Ceroxyloideae (incluyendo la tribu Phytelepheae).

## Géneros
- Ammandra - Phytelephas - Aphandra

- Datos: Q6074751
- Multimedia: Phytelepheae / Q6074751